# Daniel de Galitzia
Daniel I de Galicia o Danylo Románovych o Danylo Hálytski, (en ucraniano: Данило Романович o Данило I Галицький) fue un rey de Galicia (Hálych) (1205-1255), Perémyshl (1211) y Volodímir (1212-1231). Fue coronado por un arzobispo papal en Drohiczyn en 1253 como el primer Rey de Rutenia (en latín: Rex Rusiae) o Daniel Ruthenorum Rex (1253-1264).

## Biografía
En 1205, luego de la muerte de su padre, Román II Mstislávich, gobernante de Galicia-Volinia, los boyardos de Galicia obligaron exiliarse a Daniel, de cuatro años, junto a su madre Ana de Bizancio y su hermano Vasylko Románovych. Luego de que los boyardos proclamaran a uno de ellos como príncipe en 1213, los polacos y los húngaros invadieron el principado, con el pretexto de apoyar las demandas de los jóvenes Daniel y Vasylko Románovych, y lo dividieron entre ellos. En 1219, renunció a sus aspiración a Galicia en favor de su suegro Mstislav el Valiente.
En 1221, Daniel restableció su reinado sobre Volinia, donde los boyardos y el pueblo habían permanecido leales a la dinastía. En 1234, derrotó a Alejandro Vsévolodovich, tomando el Ducado de Belz. Cerca de 1238, había derrotado a los Caballeros de Dobrin, recuperando la mayor parte de Galicia, incluyendo su capital. Mientras los prusianos estaban bajo la presión de la Orden Teutónica, Daniel intentó conquistar a los yotvingios.
Al año siguiente, Daniel adquirió Kiev, la capital tradicional de la desintegrada Rus de Kiev. Frente a la amenaza mongola, envió a su voivoda Dmytró a defender la ciudad. Sin embargo, luego de un largo asedio sus muros se abrieron, y a pesar de fieros combates dentro de la ciudad, Kiev cayó el 6 de diciembre de 1240 y fue destruida en gran medida. Un año después, los mongoles pasaron por Galicia y Volinia mientras estaban en una campaña contra los polacos y los húngaros, y destruyeron Galicia. El 17 de agosto de 1245, Daniel derrotó a una fuerza combinada del Príncipe de Chernígov, boyardos descontentos, húngaros y polacos, y finalmente tomó lo que quedaba de Galicia, recuperando las tenencias de su padre. Hizo a su hermano Vasylko gobernante de Volinia y retuvo el título de Galicia para él, aunque continuó ejerciendo el real poder en ambos lugares.

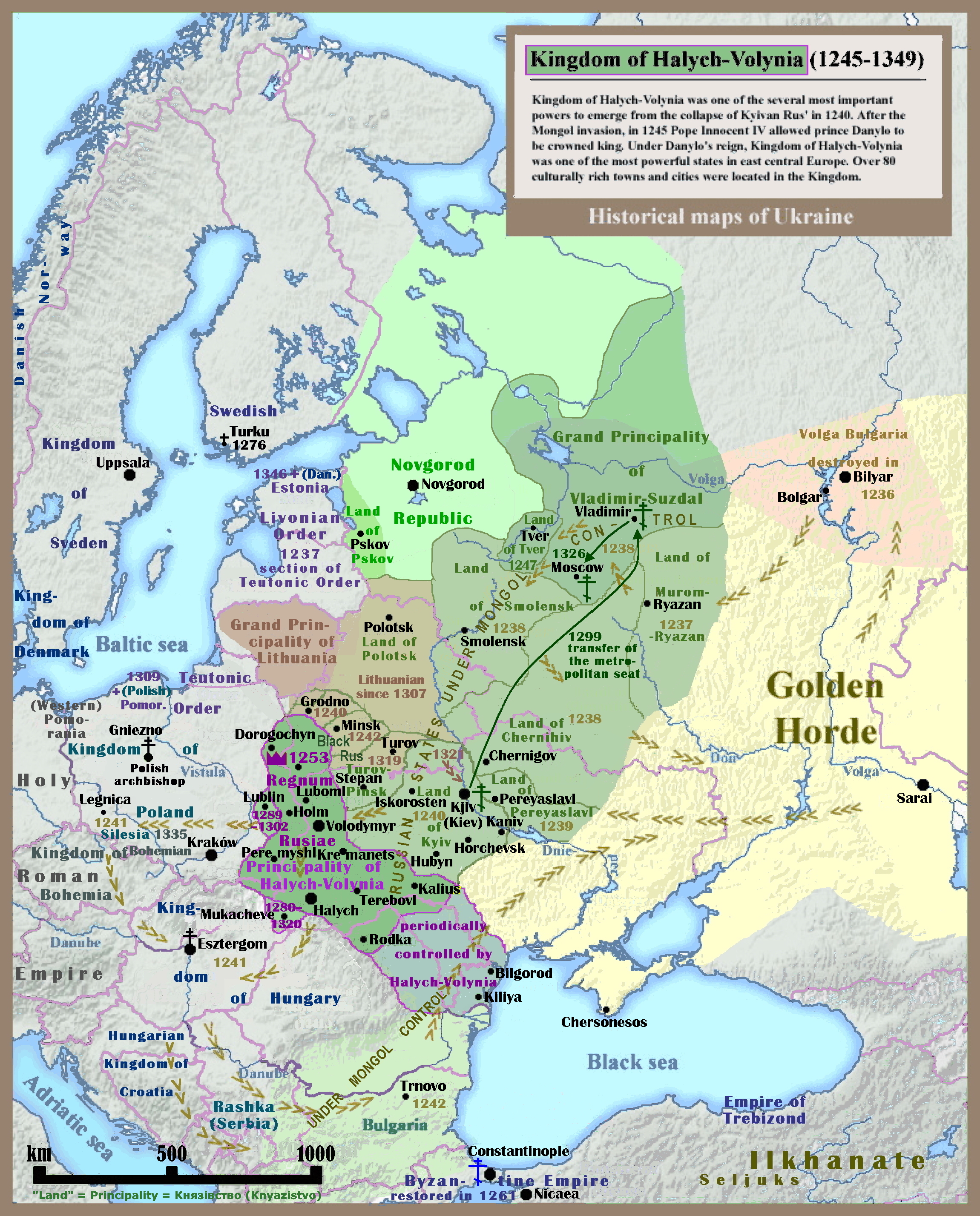
Límites territoriales del Principado de Galicia-Volinia (1245-1349).

Las políticas internas de Daniel se centraron en la estabilidad y el crecimiento económico. Durante su reinado, mercaderes y artesanos alemanes, polacos y rus fueron invitados a Galicia, mientras que un número de armenios y judíos se establecieron en pueblos y ciudades. Daniel fundó las ciudades de Leópolis (1256) y Jolm (Chełm), y fortificó muchas otras. Designó funcionarios para proteger a los campesinos de la explotación aristocrática y formó unidades de infantería pesada campesinas.
Pero los logros de Daniel y la mala defensa de Kiev atrajo la atención de los mongoles. En 1246, fue convocado a la capital de la Horda de Oro en Sarái en el río Volga y fue obligado a aceptar el señorío mongol. Según el historiador ucraniano Órest Subtelny, Daniel recibió una taza de leche fermentada de yegua por el kan mongol Batú, quien le dijo que se acostumbrara a ella, ya que "eres uno de nosotros ahora".

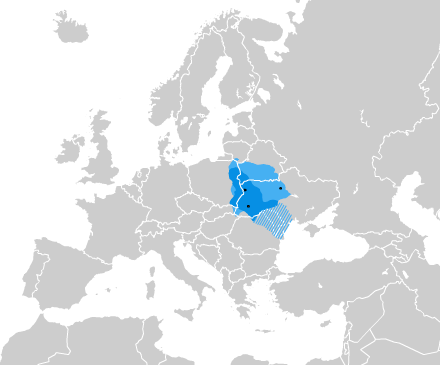
El reino de Galicia-Volinia en los siglos y.

Aunque aceptó formalmente a los mongoles como soberanos, y los proveyó de soldados cuando fue necesario, Daniel construyó una política exterior en oposición a la Horda de Oro. Estableció relaciones con el reino de Polonia y el reino de Hungría, y solicitó la ayuda del papa Inocencio IV en la forma de cruzada. A cambio de la ayuda papal, Daniel se ofreció poner sus tierras en virtud de la autoridad eclesiástica de Roma, promesa que nunca se cumplió. Cortejado por la posibilidad de expandir su autoridad, el papa alentó la resistencia de Daniel a los mongoles y su orientación occidental, y en 1253 un representante papal coronó a Daniel en Drohiczyn en el río Bug como Daniel Ruthenorum Rex. Danylo quería más que reconocimiento, sin embargo, y comentó amargamente que esperaba un ejército cuando recibió la corona. Al año siguiente, Daniel repelió los asaltos mongoles del hijo de Orda, Kuremsa, en Ponizia y Volhinia, y envió una expedición con el objetivo de tomar Kiev. A pesar de una victoria inicial, en 1259 una fuerza mongola bajo el mando de Burundái (o Boroldái) y Nogai Khan entró a Galicia and Volinia y dio un ultimátum: Daniel destruiría las fortificaciones o Burundái asaltaría todas las ciudades. Daniel cumplió y tiró abajo los muros de la ciudad.
En los últimos años de su reino, Daniel se dedicó a políticas dinásticas, casando a un hijo y una hija con la dinastía de Mindaugas del Gran Ducado de Lituania y consiguiendo concesiones territoriales en Polonia por la segunda. Otra hija suya, Ustinia, estaba casada con el Príncipe Andréi Yaroslávich de Vladímir-Súzdal. También intentó casar a su hijo Román con Gertrudis, la heredera de Babenberg, pero falló en ponerlo en el trono del ducado de Austria.
Para su muerte en 1264, Daniel había reconstruido y expandido los territorios en manos de su padre, enfrentado las amenazas expansionistas de Polonia y Hungría, minimizado la influencia mongola en el oeste de Ucrania, y elevado los estándares sociales y económicos de sus dominios. Fue sucedido en Galicia por su hijo León.

## Familia
Madre
- Ana, supuestamente una aristócrata bizantina (luego de 1219), Princesa de Galicia-Volinia c. 1200-1205, Gran Princesa de Kiev 1203-1205.

Padre
- Román el Grande (*c. 1150, asesinado cerca de Zavijvost el 19 de junio de 1205), Príncipe de Nóvgorod 1168-1170, Príncipe de Volinia 1173-1187, 1188-1205, Príncipe de Hálych 1187-1188, 1199-1205, Gran Príncipe de Kiev 1203-1205.

Esposas
- Ana de Nóvgorod o Anna Mstislavna (antes de 1252), 1218, hija de Mstislav el Valiente.
- Sobrina del rey Mindaugas de Lituania, antes de 1252.

Hermano
- Vasylko Románovych (1203-1269), Príncipe de Belz 1207-1211, Príncipe de Brest 1221-1231, Príncipe de Volinia 1231-1269.

Hermanas
- Teodora de Galicia (luego de 1200), casada en 1187 (divorciada en 1188) con Vasilko de Galicia.
- María de Galicia (luego de 1241), casada antes de 1200 con Miguel de Chernígov, Gran Príncipe de Kiev.

Hijos
- Irakli Danílovich (c. 1223, por 1240)
- León I de Galicia (c. 1228, por 1301), Príncipe de Belz 1245-1264, Príncipe de Perémyshl 1264-1269, Príncipe de Hálych 1269-1301, Príncipe de Hálych-Volinia 1293-1301; movió su capital desde Hálych a la re-fundada ciudad de Leópolis, casado en 1257 con Constanza, hija de Bela IV de Hungría.
- Román Danílovich (c. 1230, c. 1261), Príncipe de Rutenia Negra (Navagrádak) 1255? - 1260?, y Slónim.
- Mstislav Danílovich (luego de 1300), Príncipe de Lutsk 1265-1289, Príncipe de Volinia 1289 - luego de 1300
- Svarn Danílovich (Shvarno, Švarnas, Ioann; 1269, enterrado en Chełm), Gran Duque de Lituania 1264-1267 (1268-1269?), Príncipe de Chełm 1264-1269.

Hijas
- Pereyaslava Danílovna (12 de abril de 1283), casada c.1248 con el Príncipe Siemowit I de Masovia.
- Ustynia Danílovna, casada en 1250/1251 con el Príncipe Andrés II de Vladímir-Súzdal.
- Sofía Danílovna, casada en 1259 con Enrique V von Schwarzburg-Blankenburg.